# Taifa Arjona
De taifa Arjona was een emiraat (taifa) in de regio Andalusië in het zuiden van Spanje. De taifa kende een korte onafhankelijke periode van 1232 tot 1244. Mohammed ibn Yusuf ibn Nasr veroverde in 1238 Granada en was daar emir (1238–1273). De stad Arjona (Arabisch: Qalat Aryuna) was de hoofdplaats van de taifa. In 1244 veroverde het leger van koning Ferdinand III van Castilië de taifa.

## Emir
Banu Nasr
- Mohammed ibn Yusuf ibn Nasr: 1232–1244
- Aan koninkrijk Castilië: 1244